# Zwientie tikken
Zwientie tikken (Nedersaksisch voor zwijntje tikken) is een oud-Nederlands spel dat vooral in het oosten van Nederland wordt gespeeld.

## Opzet
Het spel is simpel van opzet: in een grote kuil wordt een berg modder gegooid, veel hooi, veren en andere troep. Een aantal deelnemers (geen regels verbonden aan het aantal spelers) wordt geblinddoekt en moet kruipend de kuil met zooi in. Een varken wordt in het gat losgelaten en het is aan de deelnemers om als eerste het varken te tikken al badend in de modder en veren. Wie het eerste het varken tikt mag zich winnaar noemen. Na het tikken van het varken kunnen de andere spelers nog aan een hoog hangende bel trekken boven een modderbad. De eerste die dat doet mag ook door naar een van de volgende rondes. 
Het spel wordt vooral in het oosten van het land gespeeld en daar zijn heuse competities aan het spel verbonden. Het is altijd een spektakel om te zien en het wil nog weleens op de provinciale televisiezenders langskomen.
Dit spel wordt onder andere jaarlijks in het dorp Luttenberg als het NK Zwientie tikk'n, tijdens de plaatselijke kermis.
Door sommige dierenactivisten wordt het als dierenleed gezien en het zwientie tikken is dan altijd een heikel punt bij de dierenorganisaties. Aldus de varkens ver van tevoren worden getraind op geluid en te lopen in een drukke omgeving.